# Maurizio Zonzini
Maurizio Zonzini (20 marzo 1962) è un ex ginnasta sammarinese.

## Biografia
Nato nel 1962, a 22 anni ha partecipato ai Giochi olimpici di Los Angeles 1984, ai quali è stato portabandiera di San Marino, in tutte e sei le gare individuali, terminando 65º nel concorso individuale, 66º nel corpo libero, 63º nel volteggio, 61º nelle parallele simmetriche, 68º nella sbarra, 63º negli anelli e 34º nel cavallo con maniglie.
Dopo il ritiro è diventato allenatore.